# Solidago gattingeri
Solidago gattingeri là một loài thực vật có hoa trong họ Cúc. Loài này được Chapm. miêu tả khoa học đầu tiên.